# Akuma-kun
Akuma-kun (悪魔くん?) è un manga scritto e illustrato da Shigeru Mizuki. Esistono varie versioni del manga, una delle quali è stata adattata in una serie TV live-action, e un'altra in una serie anime.
Sono stati prodotti anche due film: Akuma-kun: The Movie del 1989 e Akuma-kun: Yōkoso Akuma Land e!! pubblicato nel 1990. Nel 2023 su Netflix è uscito un remake della serie, anche con doppiaggio in italiano.
Tutti i media riguardanti la serie non sono mai stati distribuiti fuori dal Giappone.

## Videogioco
Akuma-kun: Makai no Wana (悪魔くん・魔界の罠?) è un videogioco di ruolo per il Famicom che pubblicato il 24 febbraio 1990, basato sull'anime. Venne sviluppato dalla TOSE e distribuito da Bandai.